# Centre d'Estudis Teològics de Mallorca
Centre d'Estudis Teològics de Mallorca (CETEM) és una institució docent creada a Palma l'any 1970 pel bisbe de Mallorca Rafael Álvarez Lara amb l'objectiu de dedicar-se a l'estudi, l'ensenyament i la divulgació de les ciències teològiques, i al mateix temps unificar la tasca acadèmica del Seminari Major de Mallorca amb els Teologats dels Franciscans del Tercer Orde Regular de Sant Francesc, els Teatins i també els Missioners dels Sagrats Cors de Jesús i Maria.
En un primer moment anomenat Centre d'Estudis Superiors Eclesiàstics (CESE), estigué regit per un consell rector, integrat pels bisbes i provincials, i amb el suport d'un consell directiu, constituït pel rector del Seminari Diocesà i pels delegats dels altres membres del consell rector. Des del curs 1970-71 el CESE s'obrí, a més dels seminaristes, a sacerdots, religioses i seglars. El juny del 1971 es decidí la filiació del Centre a la Universitat de Barcelona per un període experimental de quatre anys, en què els alumnes del Centre assolien el grau acadèmic de batxiller en teologia. El febrer del 1972, el CESE passà a dependre de la Facultat de Teologia de Barcelona, i adoptà el nom de Centre d'Estudis Teològics de Mallorca (CETEM). Des del 1986 es regeix per uns estatuts aprovats pel bisbe Teodor Úbeda Gramage, on es distingeix la figura d'un president, un director del Centre i un consell permanent. Entre els seus directors es troben Manuel Bauçà i Ochogavia (1972-81), Llorenç Alzina i Rosselló (1981-84), Pere Llabrés i Martorell (1984-90), Teodor Suau i Puig (1990-2013), Joan Andreu Alcina (2018) o Antoni Jesús Dols Salas (2020). El pla d'estudis del CETEM, des del 1997, consta de sis cursos. Els dos primers són dedicats especialment a l'estudi de la filosofia, amb una introducció a les ciències teològiques, i els quatre darrers són constituïts per estudis de teologia sistemàtica, Sagrada Escriptura, teologia moral i història de l'Església i pastoral. El cicle institucional culmina en la titulació de batxiller en teologia de la Facultat de Teologia de Catalunya. Té equivalència civil com a llicenciatura en estudis eclesiàstics. El CETEM també disposa de l'Escola de Teologia com a instrument per a formar religioses i laics, col·labora amb la Delegació Diocesana de Catequesi, amb els instituts religiosos i amb la pastoral universitària pel que fa a la formació dels seus membres, i treballa amb la resta d'institucions diocesanes per promoure la formació teològica del clergat i dels fidels. Des del 1981, organitza la 'Setmana de Teologia' amb l'objectiu d'oferir una visió actualitzada de qüestions teològiques. També disposa d'un servei de biblioteca.
Entre les publicacions del CETEM es troba la revista "Comunicació" que s'edita des de l'any 1979, que tracta de temes d'actualitat eclesial i és l'òrgan de la institució, amb destacats col·laboradors, com Gabriel Amengual i Coll, Josep Amengual i Batle, Llorenç Alzina i Rosselló o Teodor Suau i Puig, entre d'altres. El CETEM també edita la col·lecció “Publicacions del Centre d'Estudis Teològics de Mallorca”, que posa a l'abast del públic la tasca investigadora dels seus professors i alumnes. Des del 1988, des del CETEM, es concedeixen els premis Bisbe Campins per a monografies teològiques.